# エミル・コノピンスキー

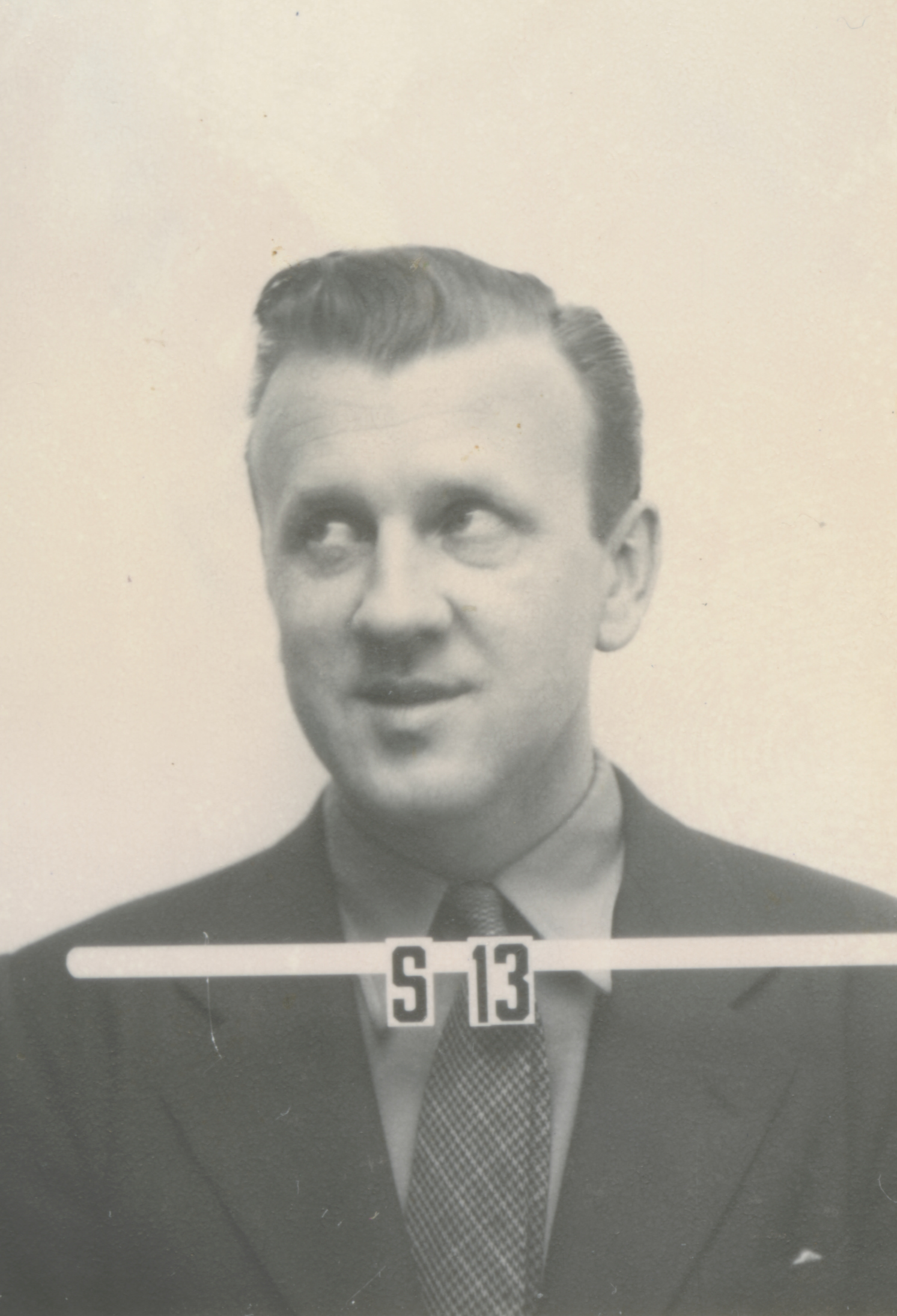
エミル・コノピンスキー。ロスアラモス研究所ID記章より

エミル・ジャン・コノピンスキー（Emil John [Jan] Konopinski、1911年12月25日 - 1990年5月26日）は、アメリカ合衆国（米国）の理論物理学者。
インディアナ大学でベータ崩壊の理論を研究し、また電磁気学等の教科書を執筆した。
第二次世界大戦の米国における核兵器開発計画であるマンハッタン計画において、エドワード・テラーらとともに水素爆弾（水爆）実現や大気・海洋発火の可能性についても検討を行った。ファーストネームはエミールとも。

## 略歴

### 生い立ちと初期の研究
ポーランド系の両親のもと、インディアナ州ミシガン湖湖畔のミシガンシティに生まれた。
ミシガン州デトロイト郊外のハムトラミク (Hamtramck, /hæmˈtræmɪk/) の高校を卒業後、同じくデトロイト郊外アナーバーのミシガン大学に学び、オランダ出身の物理学者ジョージ・ウーレンベックの指導のもとで1934年に博士号を取得した。
そこで展開されたベータ崩壊に関するコノピンスキー＝ウーレンベック理論では、エンリコ・フェルミらが提示した理論では説明できない型の崩壊を定式化した。
全米研究評議会フェローとしてコーネル大学でドイツからの亡命物理学者ハンス・ベーテとともに研究したのち、1938年にインディアナ州ブルーミントンにあるインディアナ大学物理学科の教授となった。

### マンハッタン計画
米国の第二次世界大戦参戦直前の1941年、マンハッタン計画の拠点のひとつとなったシカゴ大学冶金研究所で計画に参加し、ここではジョージ・ワシントン大学から移動してきたハンガリー生まれの亡命物理学者エドワード・テラーと知り合った。
冶金研究所ではイタリアからの亡命物理学者フェルミの主導によって作成された世界初の原子炉シカゴ・パイルの開発が進んでおり、それによるプルトニウム生成の実証実験が行われていたが、テラーによれば赴任したてのコノピンスキーとテラーには当面の大きな仕事がなかった。
そこでテラーは、自身が関心を持っていた原子爆弾（原爆）による重水素原子核を使った核融合点火（熱核暴走反応）についてコノピンスキーに検討を持ちかけた。
1942年7月より、カリフォルニア大学バークレー校の物理学者ロバート・オッペンハイマーが原爆設計の検討のため理論物理学者を招集した夏季会合に、ベーテ、テラーらとともに参加した。
水爆の原理である熱核暴走の可能性についてテラーとともに得た肯定的な結論は、この会合で報告され、これにより原爆開発とともにスーパーと呼ばれた水爆の研究も始まることとなった。
このとき、重水素同士の核融合反応（D-D反応）は相対的に起こり難いことから、コノピンスキーは三重水素（トリチウム）原子核の利用を検討することも提案している。
またこの会合では、地球の大気あるいは海洋を燃料として大規模な熱核暴走が発生する危険性も提起された。
その後、テラーとともにニューメキシコ州の僻地に新設されたロスアラモス研究所に移り、テラーのグループで働いたが、テラーらによる水爆の研究は、マンハッタン計画の時点においてはほぼ理論的なものにとどまった。
大気・海洋発火の可能性に関して、コノピンスキーは戦後の1946年にテラーらとともにそれが起こり難いとする報告書を執筆した（核爆発による大気・海洋発火説を参照）。

### 戦後
マンハッタン計画終了後の1946年に、コノピンスキーはインディアナ大学に戻ったが、引き続きロスアラモスでの水爆開発の検討にも加わった。
大学では、ベータ崩壊の背後にある現在弱い相互作用と呼ばれる素粒子間の力の研究を続け、学生との共同研究でレプトンと反レプトンの数の差は相互作用の前後で保たれるというレプトン数保存則を提示した。
また1964年に『ベータ放射能の理論』(The Theory of Beta Radioactivity) を上梓した。
教育面においてもコノピンスキーの講義は明確さと明快さで人気があり、学生からは「キング」と呼ばれ慕われた。
また古典力学と電磁気学に関する教科書を執筆した。
日本への原爆投下に関しては、戦争を早期に終わらせ日本本土侵攻による多大の犠牲を減らしたものと信じ、また核兵器による抑止力が少なくとも当面の第三次世界大戦の発生を阻止していると主張した。
1949年にはグッゲンハイム・フェローに選出され、1962年にはインディアナ大学の特別教授 (Distinguished Professor) の称号を得た。
1990年、心臓病によりインディアナ州ブルーミントンにおいて78歳で死去した。